# Eilert Dahl
Eilert Manngaard Dahl (ur. 15 września 1919 w Spydebergu, zm. 3 listopada 2004 w Hønefoss) – norweski biegacz narciarski oraz specjalista kombinacji norweskiej, brązowy medalista mistrzostw świata.

## Kariera
Igrzyska olimpijskie w Sankt Moritz w 1948 roku były pierwszymi i zarazem ostatnimi w jego karierze. Zajął tam 27. miejsce w biegu na 18 km techniką klasyczną oraz szóste miejsce w kombinacji norweskiej. Były to jego dwa jedyne starty olimpijskie.
W 1950 roku wystartował na mistrzostwach świata w Lake Placid. Osiągnął tam największy sukces w swojej karierze wspólnie z Martinem Stokkenem, Kristianem Bjørnem i Henrym Hermansenem zdobywając brązowy medal w sztafecie 4 × 10 km. Na tych samych mistrzostwach zajął ósme miejsce w kombinacji norweskiej.

## Osiągnięcia w kombinacji norweskiej

### Igrzyska olimpijskie
| Miejsce | Dzień    | Rok  | Miejscowość  | Konkurencja   | Wynik      | Strata     | Zwycięzca   |
| ------- | -------- | ---- | ------------ | ------------- | ---------- | ---------- | ----------- |
| 6.      | 1 lutego | 1948 | Sankt Moritz | Indywidualnie | 448.80 pkt | -34.50 pkt | Heikki Hasu |

### Mistrzostwa świata
| Miejsce | Dzień    | Rok  | Miejscowość | Konkurencja   | Czas biegu | Strata    | Zwycięzca   |
| ------- | -------- | ---- | ----------- | ------------- | ---------- | --------- | ----------- |
| 8.      | 3 lutego | 1950 | Lake Placid | Indywidualnie | 455.2 pkt  | -48.5 pkt | Heikki Hasu |

## Osiągnięcia w biegach narciarskich

### Igrzyska olimpijskie
| Miejsce | Dzień       | Rok  | Miejscowość  | Konkurencja             | Wynik   | Strata | Zwycięzca        |
| ------- | ----------- | ---- | ------------ | ----------------------- | ------- | ------ | ---------------- |
| 27.     | 31 stycznia | 1948 | Sankt Moritz | 18 km stylem klasycznym | 1:13:50 | +9:02  | Martin Lundström |

### Mistrzostwa świata
| Miejsce | Dzień    | Rok  | Miejscowość | Konkurencja             | Czas biegu | Strata | Zwycięzca        |
| ------- | -------- | ---- | ----------- | ----------------------- | ---------- | ------ | ---------------- |
| 23.     | 3 lutego | 1950 | Lake Placid | 18 km stylem klasycznym | 1:06:16    | +3:21  | Karl-Erik Åström |
| 3.      | 5 lutego | 1950 | Lake Placid | Sztafeta 4 × 10 km      | 2:39:59    | +7:19  | Szwecja          |